# Own It (Rico Nasty)
Own It è un singolo della rapper statunitense Rico Nasty pubblicato tramite Atlantic Records e Sugar Trap il 17 settembre 2020.

## Descrizione
Il singolo è estratto dall'album in studio della rapper Nightmare Vacation, la cui pubblicazione è prevista entro il 2020. Own It è stato preceduto dal singolo primo estratto dall'album, iPhone, pubblicato il 13 agosto 2020.

## Video musicale
Il videoclip è stato pubblicato su YouTube in concomitanza con l'uscita del singolo, il 17 settembre 2020. Diretto da Philippa Price, è stato accolto con il plauso della critica. 
Evan Minsker di Pitchfork ha descritto il video come "stravagante" e gli abiti indossati come "eccezionali", mentre Chris DeVille di Stereogum ha definito il video "visivamente sbalorditivo" e gli abiti indossati "esorbitanti". Anche Greta Brereton di NME ha descritto il video "eclettico" e gli abiti "stravaganti". Kyle Munzenrieder della rivista di moda statunitense W ha affermato che con il video «Rico Nasty si consolida come un'icona della moda massimalista». I costumi nel video che sono stati elogiati includono un vestito di Thom Browne abbinato a una parrucca modellata in modo da sembrare una piccola gabbia. In tutto il video, Rico Nasty è spesso circondato da animali selvatici tra cui opossum, anatroccoli e procioni. Jordan Rose di Complex ha scritto:
(Jordan Rose su Complex)

## Tracce
Testi e musiche di Maria Kelly, Camden Bench,Vincent van den Ende, Alter Ego.
1. Own It – 2:09

## Formazione
- Rico Nasty – voce
- Camden – produzione
- Avedon – produzione, programmazione
- Alter Ego – produzione, programmazione
- Chris Athens – mastering
- Joe Fitz – missaggio